# Mihaela Fera
Mihaela Fera (n. 6 august 1970, Sibiu, România) este o fostă schioare română.

## Carieră
La vârsta de 13 ani a fost promovată în lotul național. În 1987 a participat la Campionatul Mondial de Schi de Juniori de la Sälen (Suedia) unde s-a clasat pe locul 29 la slalom uriaș. La Campionatul Mondial de Schi de Juniori din 1988 de la Madonna di Campiglio (Italia) a obținut locul 14 la combinată alpină.
Ea a participat de trei ori la Jocurile Olimpice de iarnă, Calgary 1988, Alberville 1992 și Lillehammer 1994. A luat startul în probele de coborâre, Super G, slalom uriaș, slalom și combinată alpină. Cel mai bun rezultat la Jocurile Olimpice a fost locul 20 la combinată alpină din 1994 de la Lillehammer. În 1994 s-a mutat în Statele Unite și a luat parte la Campionatele Mondiale de Schi Profesionist. După retragerea sa, Mihaela Fera a devenit instructor de schi.